# McGuffin
Un Macguffin (també MacGuffin, McGuffin o Maguffin) és un element de suspens que fa que els personatges avancin en la trama, però que pot tenir o no major rellevància en la trama. L'expressió de MacGuffin ve de la mà d'Alfred Hitchcock, que designa una excusa argumental que motiva als personatges i al desenvolupament d'una història, però manca de rellevància per si mateixa.
L'element que distingeix al MacGuffin d'altres tipus d'excuses argumentals és que és intercanviable. Des del punt de vista de l'audiència, el McGuffin no és allò important de la història narrada.
Hitchcock va afirmar l'any 1939 sobre el MacGuffin: «En històries de rufians sempre és un collaret i en històries d'espies sempre són els documents».[cita 
Hitchcock també explica aquesta expressió al llibre-entrevista amb el cineasta François Truffaut El cine según Hitchcock:
| « | «La paraula prové d'aquesta història: van dos homes en un tren i un d'ells li diu a l'altre "Què és aquest paquet que hi ha al maleter que té damunt del seu cap? L'altre contesta: “Ah, això és un McGuffin”. El primer insisteix: “¿Què és un McGuffin?”, i el seu company de viatge li respon: “Un MacGuffin és un aparell per caçar lleons a Escòcia”. “Però si a Escòcia no hi ha lleons”, li respon el primer home. “Llavors això d'allà no és un MacGuffin”, li respon l'altre». | » |

## Exemples

### Pel·lícules de Hitchcock
Les pel·lícules d'Alfred Hitchock contenen, lògicament, clars exemples de Mcguffins, sempre amb la premissa que el protagonista és una persona normal i corrent que es veu involucrada en una situació a causa d'algun element que pot no aparèixer mai en pantalla: 
- A Els 39 graons, el protagonista es troba a un conegut moribund, qui li recita "39 graons" abans d'expirar. La policia el confon amb un espia i per demostrar la seva innocència ha de desxifrar el significat de la frase.

- A North by Northwest, un executiu de publicitat és confós per una organització d'espionatge.

- A Psicosi, tota la trama inicial on una dona fuig amb diners robats es talla abruptament abans de la mitja hora de film. Al final resulta ser irrellevant en l'argument una vegada complerta la seva missió, que és conduir a la dona fugitiva fins al recòndit motel de Bates. Com es pot veure, compleix amb el requisit fonamental del MacGuffin, és a dir, pot intercanviar-se per un altre element anàleg però totalment diferent: la dona podria haver estat fugint d'un nuvi enfadat, o d'uns pares dominants, o de qualsevol altra cosa.

### Altres pel·lícules
- A The Blues Brothers (1980) Els personatges interpretats per John Belushi i Dan Aykroyd han d'obtenir sigui com sigui diners per salvar l'orfenat en el qual es van criar per causa d'impostos endarrerits. Si bé tota la pel·lícula mostra fins a la sacietat la manera d'aconseguir-ho (reuneixen un grup musical, aconsegueixen actuacions, fugen de diversos grups i tot acaba amb una espectacular persecució policial) el motiu de les aventures (els diners) s'explica en pocs minuts al principi del film i al final es realitza el pagament, que passa a ser secundari. Fins i tot l'orfenat es mostra molt poc, i els diners ni apareixen. Realment el perquè de tantes peripècies podria ser qualsevol cosa.

- A Belle de jour (1966) de Luis Buñuel, es relaten les peripècies d'una dona amb la doble vida de mestressa de casa i prostituta. Un client, desitjós de dur a terme algun tipus de "variant" sexual, li lliura una caixa en la qual el contingut s'oculta a l'espectador; només s'escolta un soroll que sembla ser un insecte. Ni la caixa ni el seu contingut tornen a aparèixer, és només una etapa de les aventures d'una prostituta a temps parcial, però és un avenç important en la cerca sexual de la dona. Aquest Mcguffin és molt comentat entre els cinèfils.

- Al Gran Hotel Budapest (2014) de Wes Anderson la trama de la pel·lícula es desenvolupa a partir de l'herència del quadre "El nen amb poma".

- A Somnis radioactius (1985) dos joves corren per escenaris amb una barreja d'estètica dels vuitanta i post apocalíptica intentant no ser atrapats per un parell de claus que activen míssils nuclears. Es creuen amb personatges igualment extravagants i els diàlegs són tot un homenatge a les novel·les de Raymond Chandler. Aquestes claus per a míssils només es mostren un parell de vegades.

- A Eddie and the Cruisers (1983) en principi, és tracta de la cerca d'un famós cantant que va desaparèixer i va ser donat per mort, interpretat per Michael Paré. Davant la inutilitat a l'hora de trobar-lo, hi ha un gir i la trama queda centrada en les cintes originals del disc que el músic mai va arribar a editar. Les cintes amb prou feines s'esmenten o apareixen.

- A Frantic (1988) un metge viatja a París amb la seva esposa, i a l'aeroport recullen una maleta equivocada. Quan la dona desapareix, el personatge interpretat per Harrison Ford decideix trobar-la. Per deducció s'adona de que a l'equipatge ha de trobar-se el motiu del misteri i, per tant, la clau per a rescatar a la seva dona. La "clau" resulta ser un objecte petit, l'ús del qual s'explica en una sola frase: Realment l'explicació sobre la seva utilitat i importància resulta totalment irrellevant.

- A Burn After Reading (Cremat després de llegir) s'intenta extorsionar a un buròcrata que treballa pel govern. Se li demanen diners per no difondre un CD Rom que aquest va perdre, però el contingut d'aquest no té la menor importància política.

- A Winchester 73 es mostra a una sèrie de personatges que en un moment donat posseeixen una arma, un rifle Winchester model 1873, excusa instrumental dins d'un relat unitari. Aquest rifle excepcional, que pertany a una sèrie limitada i literalment sense preu, és el detonant d'una cadena de violència de la qual gira entorn el conflicte dels personatges, figures ambigües, condicionades per la duresa de la seva existència.

- A Tan fort, tan a prop (2011) un nen troba una clau entre les possessions del seu pare mort. L'infant es proposa descobrir qui és el seu propietari. Però mai es devela què és el que aquesta obria, fins i tot el nen perd interès en això.

- A Alone in the Dark, un metge extreu la sang d'un monstre, i a continuació se la injecta. No obstant això, mai es torna a veure o s'esmenta res sobre el particular.

- A Els Simpson: la pel·lícula un porc al qui Homer adora, fins a tal punt de deixar en segon pla a la seva família, provoca una crisi a la ciutat. La família ha de fugir de Springfield, la qual cosa dona inici a la segona part de la pel·lícula, però l'animal desapareix sense la menor explicació i això dona un gir a la trama.

- A L'informe pelicà, una jove és perseguida per causa d'un escrit seu que va arribar a les mans dels malvats. El que semblava ser un simple treball de classe sobre conspiracions i assassinats, basat en reportatges periodístics i la imaginació de la noia, resulta ser absolutament cert, fins i tot els mínims detalls. Això posarà en risc la seva vida, però quan es revela el contingut del text, fàcilment ens adonem que el motiu podria ser qualsevol altre.

- A Hi havia una vegada a la Xina, llarga saga de pel·lícules d'arts marcials basades en la biografia del cèlebre mestre Wong Fei Hung (1847-1924), qualsevol cosa serveix perquè els personatges es creuin a patades i cops de puny: salvar a un senyor, l'amor d'una dona, una empenta enmig d'un mercat ple de gom a gom, o el simple entrenament.

- A Heroi només a l'inici ja s'explica que els fets transcorren en una Xina dividida per guerres civils. Al final, queda clar que tots els personatges busquen la unificació del país, la qual cosa no els va privar d'enfrontar-se amb espases i arts marcials durant tot el metratge. Els personatges s'enfronten per un motiu, però després resulta que tenien altres intencions.

- A No Country for Old Men, un home qualsevol emprèn una fugida desesperada quan cau un maletí ple de diners a les seves mans, la qual cosa deslliga una cadena de violència. L'assassí que el persegueix no està interessat en el contingut de la maleta, ni tan sols el xèrif que intenta resoldre el cas no té ni idea del motiu de tantes morts.

- A El Gran Lebowski els personatges corren una sèrie de peripècies surrealistes per un segrest que mai va arribar a concretar-se.

- A Col·lega On està el meu cotxe? dos adolescents emprenen unes absurdes aventures per a recuperar un cotxe vell que podria haver estat reemplaçat per qualsevol altre cosa.

- A Reservoir Dogs quatre criminals que sobreviuen a un fallit assalt s'enfronten entre si, en creure que hi ha entre ells un traïdor. El motiu és una bossa de diamants que rares vegades és vista o esmentada.

- A El secret dels seus ulls la premissa dels personatges sembla estar centrada en recordar un assassinat que fins i tot va ser resolt. No obstant això, a meitat de la trama el protagonista revela que vol concloure una novel·la basada en aquell crim, la qual cosa porta a reprendre les pistes, i s'arriba a un nou gir. Dins el llibre s'esmenta un parell de vegades, si més no, diu si serà editat.

- A Des de Rússia amb amor una jove espia russa expressa al MI6 els seus desitjos de desertar després d'haver-se enamorat de James Bond a través d'una foto, la qual cosa sembla ser un perfecte pretext per enviar a l'agent 007 a buscar-la a Turquia, encara sabent que és un parany.

- A Crank i la seva seqüela Crank: High Voltage també hi ha exemples de Macguffin. En la primera, el personatge desperta enverinat i ha de córrer per a salvar la seva vida mentre busa els responsables i un antídot. En la segona part, una banda mafiosa li roba el cor, la qual cosa no li impedeix al protagonista córrer per tota la ciutat per a recuperar l'òrgan, entre trets, situacions còmiques i personatges d'allò més estranys.

- A Inception un grup d'especialistes s'introdueix en els somnis d'una persona, a la qual volen simplement "implantar-li una idea". La màquina utilitzada per aquesta fi també és un Macguffin: amb prou feines es mostra la seva fabricació i el seu funcionament mai s'aclareix, la qual cosa passa a ser pràcticament irrellevant.

- A Casablanca el protagonista, un tipus dur i poc solidari, es debat entre si li correspon aconseguir un salconduit per a que un fugitiu dels nazis pugui fugir de la ciutat. L'home repassa contínuament la seva antiga relació amb l'actual núvia del perseguit, i el salconduit per a salvar-lo manca en si d'importància.

- A El falcó maltès el detectiu privat investiga la mort del seu soci. Això el submergeix en un cas de dobles traïcions al voltant d'una petita escultura: un falcó d'or cobert de vernís. Malgrat que l'objecte passa de mà en mà, i és motiu d'algunes morts, no és difícil adonar-se que qualsevol altra joia hagués servit per a fer actuar als molts involucrats. Fins i tot al final de la pel·lícula, el valor d'aquest objecte queda ignorat, deixant-lo a sobre d'un prestatge.

- A Sis Destinacions (1942) es narren les vivències per separat de personatges que simplement tenen en comú la possessió d'un jaqué en circumstàncies independents entre si.

- A Tots els homes del president, dos periodistes investiguen una sèrie de renúncies al gabinet presidencial, sense tenir la menor idea que això els portarà a desvelar el cas Watergate.

- A Els tres dies del còndor, el personatge interpretat per Robert Redford és perseguit a mort. Al final descobreix que tot es deu a un informe que va escriure, sortit de la seva pròpia imaginació literària, després d'haver llegit un llibre en que la ficció parla de com controlar un país petroler.

- A La carretera, protagonitzada per Viggo Mortensen, un home intenta mantenir fora de perill al seu fill en un món post apocalíptic en el qual no hi ha menjar. No obstant això no s'explica què va causar la catàstrofe, quan aquesta és la principal causant dels esdeveniments narrats.

- Al Ciutadà Kane, de Orson Welles, al començament de la cinta, Kane en el seu llit de mort pronuncia una misteriosa paraula, Rosebud. Ningú sap a què es refereix, i a partir d'aquest misteri es recrea la seva vida al complert. Finalment descobrim que Rosebud era el nom del seu trineu quan era nen, la qual cosa no té una rellevància major en la trama però serveix de fil conductor d'aquesta. Rosebud ha passat a considerar-se un dels macguffin més importants de la història del cinema.

- A Pulp Fiction (1994), de Quentin Tarantino, el contingut del maletí que han de recuperar Vincent Vega i Jules Winnfield per al seu cap de feina, Marsellus Wallace, mai és revelat. D'aquesta manera, tot i ser imprescindible per a que avanci la pel·lícula, que sigui una cosa o altra no modifica la trama. Inicialment contenia Diamants, però Tarantino en considerar-ho molt banal, opta per deixar-ho a la imaginació dels espectadors.

- A Ronin, de John Frankenheimer, diversos mercenaris i exsoldats de les forces espacials, entre ells Sam (Robert De Niro) i Vincent (Jean Reno), són contractats per a robar un misteriós maletí. Mai es dona a conèixer el contingut d'aquest.

- A Missió impossible 3, de Jeffrey Jacob Abrams, al llarg de tota la pel·lícula busquen La Pota de Conill. Al final s'obre el maletí, que conté una arma bioquímica, però és del tot irrellevant en l'argument. Una llista d'agents dobles, i el virus Quimera, respectivament, són els detonants de l'acció en els dos lliuraments anteriors.

- A Wò hǔ cáng lóng, o El tigre i el drac de Ang Lee, la història comença amb la cerca per part dels protagonistes de l'espasa Destinació Verda, que ha estat robada. Aquest succés, malgrat que dona inici a la trama, resulta tenir poca relació amb el que esdevé després a la pel·lícula.

- A Rockn'Rolla, de Guy Ritchie, el mafiós Uri Omovich, interpretat per Karel Roden, presta el seu quadre preferit a un soci. Aquest és robat i va passant per diferents mans al llarg de la pel·lícula fins a tornar al seu amo. Mai s'arriba a veure el quadre ni es parla del contingut d'aquest.

- A La fortalesa amagada, d'Akira Kurosawa, l'or que porta la companyia de la princesa ajuda a encaminar la trama. Mai se sap per a què és, si és que es pot dividir o compartir, fins al diàleg final, on es diu que és per a restaurar el llegat de la princesa.

- A la pel·lícula Die unendliche Geschichte (La història interminable), es parla de la "res" que avança sobre el regne de Fantasia, arrasant tot al seu pas. No obstant això no queda clar de què es tracta fins a l'escena final.

- A El Mag de Oz, tots els protagonistes busquen, per separat, tornar a casa, posseir valor, tenir un cor, o bé un cervell. No obstant això, en les escenes finals a cadascú d'ells sel's lliura un artefacte que representa ingènuament el que desitgen, per la qual cosa s'entén que ja el posseïen. Quan la protagonista desitja tornar a casa, tan sols ha de fer un simple cop de talons.

- A Primer dos empresaris descobreixen accidentalment els viatges en el temps, creant paradoxes temporals sense explicació aparent, en multiplicar-se el nombre de protagonistes i intentant evitar-ho fent coses com tancar-se en un garatge ficats en una caixa.

- A The Double McGuffin, protagonitzada per Ernest Borgnine, des d'un cotxe es llança un maletí ple de diners que és trobat per un nen. Aquest corre a explicar-li-ho a la seva colla d'amics, però quan tornen al lloc, el maletí ha desaparegut. És el pretext per a donar inici a una recerca detectivesca de tall juvenil. No obstant això, el maletí no torna a aparèixer, no se sap d'on provenia ni per a què servia, ni qui el va recollir o qui el va llançar. La recerca dels adolescents conté un altre MacGuffin: avorten un assassinat que mai arriba a realitzar-se però del qual només per esments en els diàlegs es donen a conèixer els seus detalls, o a la víctima. Aquesta podria haver estat un polític, un empresari, qualsevol.

- A Grand Piano (2013) un pianista interpretat per Elijah Wood és amenaçat amb la mort a ple concert si comet algun error al interpretar una cançó que només pocs privilegiats poden tocar. La pel·lícula té diversos Mcguffins: el piano del personatge, la melodia que és la némesis del turmentat músic, una herència perduda, i una misteriosa obsessió del antagonista amb el talent del protagonista. Però sobre el final es revela que en tocar la melodia en qüestió el piano revela una clau per a retirar una fortuna dipositada en un banc suís. Mai s'arriba a saber si es tracta d'un simple paper amb un número, una targeta, o una clau.

- A Nit Boja (2010) Claire i Phil Foster són una quotidiana parella de Nova York que han fet de la seva vida matrimonial una cosa rutinària. Per a reencender l'espurna del seu matrimoni decideixen visitar un restaurant de moda a Manhattan, on un cas de canvi d'identitats provocarà que siguin confosos amb un parell de criminals buscats, iniciant una nit que difícilment oblidaran. Per a sortir del problema, busquen el motiu i això els portarà a una memòria USB amb informació que per a l'espectador podria revelar qualsevol secret fosc.

- Tequila Sunrise (1988) és una cinta protagonitzada per Kurt Russell i Mel Gibson, qui desitja deixar el tràfic de drogues. La policia cerca els seus còmplices i un grup de narcotraficants vol callar-lo per si arriba a parlar. En cap moment es mostra droga o algun ambient relacionat pel baix món, la cinta tracta de la vida personal del protagonista fora de la delinqüència i la seva relació amb una dona interpretada per Michelle Pfeiffer. La droga i el narcotràfic només s'esmenten en diàlegs que porten cap al vincle amb el personatge que desitja deixar enrere aquest món de les drogues. Mel Gibson podria haver interpretat a un lladre, a un falsificador, algú que es dedica a qualsevol altra activitat delictiva.

- A Dunderklumpen! (1974) Pel·lícula sueca que combina el naturalisme amb l'animació, un pare ajuda el seu fill a perseguir a un adorable malvat que li va robar un cofre amb "el tresor". En les escenes finals, després de mil i una peripècia, es revela de què es tracta el "tresor" i tots els personatges acaben cantant i ballar junts una cançó que exhalta la meravella de les coses simples de la vida.

- A La cosa del pantà (1982), el MacGuffin és la fórmula d'una hormona curativa derivada d'una planta. Un projecte ultrasecret per crear un híbrid entre planta i animal capaç d'existir en condicions adverses. Durant la pel·lícula no s'esmenten els efectes ni propietats de la fórmula.

- A Chronicle (2012), tres adolescents obtenen poders telequinètics al exposar-se a un estrany objecte cristal·lí que troben en un forat al sòl del bosc. No obstant això, l'origen i naturalesa d'aquest objecte no arriba a ser explorat mai en el film, doncs aquest se centra en els tres adolescents i en la relació d'amistat que van establint entre ells, així com l'impacte de les seves noves habilitats en la seva vida diària i els seus problemes personals.

### Sèries i TV
- En l'especial de Nit de cap d'any Amb el vertigen en els talons, realitzat per José Mota per a TVE en 2009, surt una paròdia en la qual s'insisteix al president del Govern espanyol José Luis Rodríguez Zapatero a trobar una solució per a la crisi econòmica espanyola. El president afirma tenir-ho tot pensat, i assegura que la solució està a trobar els "brots verds", missió que ha encarregat a l'agent McGuffin, el seu millor espia. El mateix nom de l'agent ve del fet que els "brots verds" són una mera excusa per a desenvolupar els sketches posteriors del xou, només apareixen en pantalla breument cap al final del programa, i no s'explica a l'espectador la seva funció en cap moment.

- A Els Simpson, diversos episodis comencen amb una trama introductòria té a veure molt poc amb el desenvolupament de l'episodi posterior. Es tracta, doncs, d'un exemple de McGuffin que s'ha convertit en rutinari i indistingible a causa de la quantitat d'episodis de la sèrie.

- A la sèrie Columbo, la dona del tinent de policia és nomenada constantment per aquest, sempre en relació amb el cas concret que investiga en cada capítol, però mai apareix en tota la sèrie.

- A la sèrie How I Met Your Mother, el personatge principal narra als seus fills com va conèixer a la seva mare. Aquesta premissa és poc més que una excusa per a desenvolupar la resta de trames del protagonista i el seu grup d'amics, ja que la mare no apareix en pantalla fins al final de la penúltima temporada i a penes té unes línies de diàleg en els últims episodis.

- A la sèrie Mr. Robot, el personatge Whiterose treballa amb una màquina d'escales i funcions desconegudes, i que no es donen a conèixer al llarg de la sèrie, però fa que els personatges prenguin decisions entorn d'ella, encara que mai s'esmenti el que fa.

- A Expedient X, agents del FBI enfronten un sens fi de casos amb trama paranormal, malgrat la reticència dels seus superiors, el desig d'agències secretes per silenciar-los i el misteri esquiu de cada capítol. Moltes d'aquestes trames estan entreteixides de manera complicada, sobretot les que involucren a extraterrestres. No obstant això, mai s'aclareix què desitja el govern ni els extraterrestres.

- A la primera temporada de Supergirl Maxwell Lord i el General Sam Lane aconsegueixen l'Omeghaedorn després que Supergirl i Detectiu Marcià hagin derrotat als seus enemics principals de la temporada. A partir d'aquí no s'esmenta res més d'això.

- A la sèrie Los Serrano es revela en l'últim episodi que tota la sèrie ha estat un somni del protagonista, Diego Serrano (Antonio Resines).

- A Law & Order: Special Victims Unit cada episodi comença amb una trama introductòria que té poc a veure amb el desenvolupament posterior de l'episodi i que només justifica la trobada del cadàver que donarà inici a la història. Fins i tot, moltes vegades la recerca inicial només porta al tema que justifica l'episodi.

- A la sèrie Teen Titans Go!, en l'episodi de la tercera temporada "The Art of Ninjatsu", els protagonistes han d'aconseguir un maletí en el que al seu interior guarda el que Robin es refereix com "El Macguffin". Sent com el seu nom indica, quelcom secundàri a la trama principal de l'episodi, la qual se centra en els personatges aprenent arts ninja per a poder robar el maletí posteriorment.

### Llibres i relats
- A la novel·la de ciència-ficció Fundació d'Isaac Asimov, un planeta és colonitzat per mil científics amb l'objectiu de compilar una Enciclopèdia, Aquesta emmagatzema els coneixements de la humanitat, i servirà d'ajuda en temps de decadència econòmica i cultural de l'Imperi Galàctic. Gràcies a això el planeta poblat de savis, en principi sense importància, es convertirà en el centre polític de la galàxia. No obstant, aquesta Enciclopèdia solament és esmentada algunes vegades concretes, no es mostra. La trama està centrada en com els personatges suporten diferents moments de la caiguda del sistema polític a la galàxia. Fins i tot en relats posteriors, ja que es tracta d'una saga extensa, es critica aquesta Enciclopèdia per mancar de treball de camp propi, i ser una simple recopilació de dades, per la qual cosa queda descartada la seva elaboració, darrere d'una recerca més minuciosa. Mai es fa referència a la primera edició, les posteriors, o quin és el seu format. Simplement en relats posteriors a la primera novel·la, es diu que es troba preservada en un museu, i que es va canviar a un format digital, sense més esments.

- A la novel·la curta de Lin Carter, anomenada La vall més enllà del temps (1975) un nadiu de Mart ofereix a un aventurer terrestre una pedra preciosa. A canvi, demana ajuda per buscar a una dona. La pedra només s'esmenta en el moment de l'oferta i en poques línies al final del relat, tots dos protagonistes diuen haver-se oblidat d'ella i fins i tot es dona a entendre que havien perdut interès en l'arranjament, en avançar cap a una amistat. Hi ha un altre Mcguffin: s'esmenta que la dona buscada havia robat un mapa elaborat en material de plata que porta a una vall mítica, la qual cosa dona inici a la tercera i última part del relat.Encara i així, en cap moment aquest mapa apareix o torna a ser tema de conversa.

- Al conte Casa Tomada de Julio Cortázar, els protagonistes viuen plàcidament en una gran mansió. Es veuen obligats a traslladar-se d'un sector a un altre de la mansió, per por de sorolls a penes perceptibles, fins que una nit apareixe en mig del carrer únicament amb allò posat. Mai es diu què o qui va provocar la fugida.

- Al conte There are more things de Jorge Luis Borges el protagonista intueix que el mobiliari estrafolari d'una mansió pertany a un ocupant monstruós, el qual mai apareix perquè el relat acaba bruscament. Aquest conte té un altre McGuffin, recurrent en Borges: el protagonista entra en acció gràcies a escrits que acaba de trobar en alguna biblioteca.

- Al conte L'innomenable d'HP Lovecraft, un protagonista és trobat en aparent estat d'histèria i revela haver vist al "Innomenable" sense que s'aclareixi qui es tracta. Aquest autor, que va influir a Borges, en molts dels seus relats posa en acció a un personatge gràcies a algun escrit antic, o una revelació misteriosa, trobat per casualitat o recerca.

- A la longeva sèrie The Hardy Boys, en el període de la Guerra Freda, dos germans nord-americans, adolescents i de vida simple, intervenen una vegada i una altra en els casos que investiga el seu pare, agent del govern. A vegades l'ajuden, altres el rescaten, o bé col·laboren amb el seu progenitor, aprovi o no aquest les seves accions. A vegades el segueixen per simple curiositat. En general, el motiu de cada aventura es revela als joves mitjançant els diàlegs amb el seu propi pare, els seus caps o col·laboradors. Sempre es tracta de plans o llistes que poden referir-se a qualsevol assumpte concernent a la Guerra Freda. Rares vegades s'esmenta la presència d'un avió secret, o un nou tipus de raig làser, laboratori, o espies en perill. Es tracten plans, llistes, arxius, o microfilms, que a penes apareixen.

- A la novel·la Smiley's People de John le Carré, el protagonista investiga la mort d'un antic amic d'aventures contra el comunisme de Guerra Freda. Un negatiu fotogràfic és el motiu de l'assassinat, que porta a descobrir a Anglaterra un desplegament d'espionatge poc usual per als anys 70, activitat en aquells dies en decadència. Una recerca feta amb més observació que recursos, condueix a Smiley cap al més gran espia soviètic. Com ja s'esmenta amb anterioritat, aquest element - el negatiu fotogràfic - podria haver-se tractat d'una altra cosa: un microfilm, un passaport, una llista, una carta secreta... De fet, Smiley, per a atrapar al seu archienemic, li envia una carta, un altre Macguffin, de la qual el seu contingut mai és revelat, simplement insinuat.

- Al manga One Piece, l'objectiu dels protagonistes és trobar el tresor. No obstant això, encara que és el que fa moure la història, el tresor és alguna cosa sense rellevància per a la major part de la trama, que segueix les aventures dels protagonistes en diferents illes.

### Anime
- A la pel·lícula d'anime Millennium Actress, una jove té una trobada fortuïta amb un home que fuig de la policia japonesa. Aquest li entrega una clau que penja del seu coll, i desapareix sense més paraules. Ella s'enamora a primera vista, i promet retornar aquesta clau. Els fets succeeixen al Japó d'entreguerres, i resulta impossible localitzar al misteriós fugitiu. Llavors, la noia accepta un paper protagonista en una pel·lícula amb la intenció que el seu amor secret pugui localitzar-la en veure el seu rostre en els cartells de cinema. L'actriu inicia una exitosa carrera de diverses dècades. No obstant això, el seu amor mai torna a aparèixer, fins i tot el seu rostre mai es mostra, i es dona a entendre que ella mai el va veure. El retrobament mai es duu a terme. Ella sempre conserva la clau, però el seu ús, la seva importància, mai és revelada. Això dona a pensar que aquest noi podria haver-li lliurat un medalló, un crucifix, o qualsevol altra cosa que pogués penjar-se del coll i no tingués una funció específica.

- A Akira, un jove anomenat Tetsuo amb facultats sobre humanes, emprèn la búsqueda d'algú amb el nom de la pel·lícula (Akira) en assabentar-se que aquest és molt més poderós que ell. Deslliurat de sentiments morals, provoca milers de morts, i la devastació d'una Tòquio futurista i decadent, amb la condició d'aconseguir el seu objectiu. Finalment, comprovem que Akira ha mort, o almenys col·locat en contenció, sense que quedin més restes d'ell que simples flascons amb el seu ADN. Aquest disparador de la trama podria haver-se tractat de qualsevol altre forma: Akira podria haver estat congelat, disseccionat, convertit en robot.

- A Perfect Blue, una jove cantant convertida en actriu de pel·lícules de contingut adult s'adona que és vigilada quan arriba a les seves mans un paper amb una adreça d'internet. En aquesta pàgina virtual, un llarg text informa de tot el que ocorre a l'apartament on ella viu. El problema és que no serà l'únic senyal que indica que és vigilada fins i tot en la seva vida més intima: diversos successos del seu voltant ho indiquen, a més de l'aparició de personatges estranys. Això dona inici a una trama basada en la paranoia, i la doble personalitat. La noia, és vigilada per algú molt pròxim al seu entorn, i el mitjà pel qual ella dona inici a la trama podria haver estat qualsevol altre.

- A l'anime i sèrie de novel·les lleugeres Sakurada Reset, els protagonistes, habitants d'una ciutat els quals posseeixen poders, busquen una pedra anomenada MacGuffin que els permetrà controlar tots els poders de la seva ciutat com a motor de la trama.Tot i ser conscients del propi significat d'aquesta paraula, la qual resulta per descomptat no existir i acaba per ser una mera excusa en l'avanç de la trama, que suposa a més una metàfora de la col·laboració entre ciutadans.

- A l'anime Paranoia Agent la història comença amb Tsukiko Sagi, una dissenyadora que ha guanyat fama gràcies a ser la creadora de Maromi. Ja ha passat temps d'això i els seus caps la pressionen perquè acabi ja un nou disseny, un nou personatge per a que la gallina dels ous d'or continuï posant. Un dia, tornant a casa, un assaltant desconegut l'atacarà. Tsukiko no recorda res de l'assaltant tret que portava patins daurats i un bat de metall tort. Neix així la llegenda del noi del bat. Finalment es descobreix que el noi del bat és un invent de la dissenyadora per a escapar de la seva infal·lible realitat. Escapatòria que molts altres van trobar factible i es van limitar a atribuir-li tot a algú que no existia (el noi del bat).El noi del bat funciona com a fil conductor per a relatar-nos les històries i problemes psicològics del protagonista.

### Videojocs
- A Monkey Island 2: LeChuck's Revenge el protagonista busca el tresor Big Whoop però en realitat és un simple somni.
- A la saga de Uncharted el protagonista busca tresors però aquests resulten no tenir cap valor o estar maleïts.
- A la saga Fallout els protagonistes solen sortir dels refugis a buscar un objecte o una persona en l'erm per després trobar-se amb un problema major que han de resoldre.
- A Bloodborne el protagonista arriba a Yharnam buscant la Sang Pàl·lida, però finalitza la seva aventura de manera completament diferent.